# Spherillo vitiensis
Spherillo vitiensis là một loài chân đều trong họ Armadillidae. Loài này được Dana miêu tả khoa học năm 1853.